# Русский вызов
«Русский вызов» — открытый турнир по шоу-программам среди фигуристов, организуемый Федерацией фигурного катания на коньках России совместно с «Первым каналом». Первое мероприятие состоялось 18 марта 2023 года в Москве, в дворце спорта «Мегаспорт».

## История
Турнир по шоу-программам «Русский вызов» был предложен ФФККР в сентябре 2022 года и создан наряду с чемпионатом России по прыжкам и Гран-при России по фигурному катанию в рамках поддержки фигурного катания в связи с недопуском российских фигуристов на международные соревнования из-за вторжения России на Украину. Идея турнира принадлежит тренеру Александру Жулину. По его словам, турнир создан по аналогии с турниром «Калинка», в котором соревновались советские фигуристы с показательными номерами. Турнир продвигался в стилистике предстоящего фильма «Вызов» на космическую тематику. Название «Русский вызов» турнир получил также с отсылкой к фильму. В «Русском вызове» соревнуются действующие и бывшие фигуристы с шоу-программами, поставленными специально для турнира. В турнире участвуют фигуристы мужского одиночного катания, женского одиночного катания, парного катания и танцев на льду. Участники отбираются по заявкам. Олимпийские чемпионы и чемпионы мира допускаются на турнир без отбора. Программы оценивают пять судей по двум компонентам: композиции и представлению. Выставляются оценки за компоненты по судейской системе ISU.

## 2023
В дебютном мероприятии приняли участие 16 одиночников и 8 пар. Всего организаторами было рассмотрено более 100 заявок. Самым старшим участником турнира стал 45-летний Максим Маринин. Самым младшим участником стала 15-летняя Софья Акатьева. Призовой фонд турнира составил 9 млн рублей, из которых занявший первое место получил 5 млн рублей, второе — 3 млн рублей, третье — 1 млн рублей. Также по 1 млн рублей получили обладатели приза зрительских симпатий. Специальный приз 500 000 рублей вручил каждый из пяти членов жюри фигуристу или дуэту, не попавшему в тройку призёров. Также каждому участнику выплачивается 250 000 рублей на подготовку программы. Ведущим мероприятия стал Дмитрий Хрусталёв. Судьями первого турнира стали актёр Евгений Миронов, артист балета Николай Цискаридзе, балетмейстер Борис Эйфман, хореограф Алла Сигалова и модельер Валентин Юдашкин. Победителем турнира стал Алексей Ягудин.

### Результаты
| Место | Фигурист                                                             | Оценки |   |                                      |       |
| ----- | -------------------------------------------------------------------- | ------ | - | ------------------------------------ | ----- |
| Место | Фигурист                                                             | Оценки | 1 | Алексей Ягудин                       | 20,00 |
| Место | Фигурист                                                             | Оценки | 2 | Виктория Синицина и Никита Кацалапов | 19,17 |
| 3     | Анна Щербакова                                                       | 19,08  |   |                                      |       |
| 4     | Татьяна Тотьмянина и Максим Маринин (специальный приз жюри)          | 18,83  |   |                                      |       |
| 5     | Софья Акатьева (специальный приз жюри)                               | 18,75  |   |                                      |       |
| 6     | Михаил Коляда (специальный приз жюри)                                | 18,58  |   |                                      |       |
| 7     | Екатерина Боброва и Дмитрий Соловьёв                                 | 18,50  |   |                                      |       |
| 8     | Елизавета Туктамышева (специальный приз жюри)                        | 18,17  |   |                                      |       |
| 9     | Алина Загитова                                                       | 18,09  |   |                                      |       |
| 10    | Камила Валиева (приз зрительских симпатий)                           | 17,83  |   |                                      |       |
| 11    | Марк Кондратюк (приз зрительских симпатий)                           | 17,75  |   |                                      |       |
| 12    | Татьяна Волосожар и Максим Траньков (специальный приз жюри)          | 17,58  |   |                                      |       |
| 13    | Евгений Семененко                                                    | 17,42  |   |                                      |       |
| 14    | Евгения Медведева                                                    | 17,41  |   |                                      |       |
| 15    | Анастасия Мишина и Александр Галлямов                                | 16,67  |   |                                      |       |
| 16    | Андрей Мозалёв                                                       | 16,25  |   |                                      |       |
| 17    | Елена Радионова                                                      | 16,00  |   |                                      |       |
| 18    | Евгения Тарасова и Владимир Морозов                                  | 15,84  |   |                                      |       |
| 19    | Василиса Кагановская и Валерий Ангелопол (приз зрительских симпатий) | 15,42  |   |                                      |       |
| 20    | Пётр Гуменник                                                        | 15,08  |   |                                      |       |
| 21    | Матвей Ветлугин                                                      | 14,91  |   |                                      |       |
| 22    | Дмитрий Алиев                                                        | 12,84  |   |                                      |       |
| 23    | Макар Игнатов                                                        | 12,75  |   |                                      |       |
| 24    | Елизавета Худайбердиева и Егор Базин                                 | 11,75  |   |                                      |       |

## 2024
Второй турнир прошёл 9 марта 2024 года в Санкт-Петербурге, в спортивном комплексе «Юбилейный». В турнире приняли участие 26 участников. Общий призовой фонд турнира составил 15 млн рублей. Победитель получил 5 млн рублей, серебряный призёр — 3 млн рублей, бронзовый — 1 млн рублей. По 1 млн рублей вручили победителям в специальных номинациях от зрителей и СМИ. По 500 тысяч рублей получили победители в прочих специальных номинациях. Тема турнира — культурное наследие России. За день до старта организаторы сняли с турнира одиночницу Станиславу Константинову и танцоров Софью Леонтьеву и Даниила Горелкина, заменив их на Романа Савосина и Варвару Жданову и Тимура Бабаева-Смирнова соответственно. Самым старшим участником турнира стал 52-летний Алексей Тихонов. Самым младшим участником стала 17-летняя Софья Муравьёва. Судьями второго турнира стали балетмейстер Борис Эйфман, хореограф Алла Сигалова, актёр Сергей Безруков, оперная певица Аида Гарифуллина, хореограф Егор Дружинин, артист балета Ким Кимин и актриса Виктория Исакова. Ведущим турнира стал Максим Траньков. Турнир второй год подряд выиграл Алексей Ягудин. В конце основных выступлений со специальным номером выступили Оксана Домнина и Роман Костомаров.

### Результаты

#### Тройка призёров
| Место | Фигурист                                                                        | Оценки |   |                       |    |
| ----- | ------------------------------------------------------------------------------- | ------ | - | --------------------- | -- |
| Место | Фигурист                                                                        | Оценки | 1 | Алексей Ягудин        | 12 |
| Место | Фигурист                                                                        | Оценки | 2 | Елизавета Туктамышева | 10 |
| 3     | Ксения Синицына Мария Петрова и Алексей Тихонов Оксана Домнина и Максим Шабалин | 4      |   |                       |    |

#### Победители в номинациях и остальные участники
| Фигурист                               | Номинация                                                                | Жюри                             |                                        |                                    |                 |
| -------------------------------------- | ------------------------------------------------------------------------ | -------------------------------- | -------------------------------------- | ---------------------------------- | --------------- |
| Фигурист                               | Номинация                                                                | Жюри                             | Василиса Кагановская и Максим Некрасов | Приз зрительских симпатий          |                 |
| Фигурист                               | Номинация                                                                | Жюри                             | Анастасия Мишина и Александр Галлямов  | Приз симпатий СМИ За чувство юмора | Сергей Безруков |
| Софья Муравьёва                        | Единение музыки и катания                                                | Ким Кимин                        |                                        |                                    |                 |
| Виктория Синицина и Никита Кацалапов   | За доброту и душевность За изящество и артистизм                         | Егор Дружинин Борис Эйфман       |                                        |                                    |                 |
| Марк Кондратюк                         | За подаренное хорошее настроение За актёрское мастерство                 | Виктория Исакова Сергей Безруков |                                        |                                    |                 |
| Евгений Семененко                      | За соответствие образа и костюма                                         | Аида Гарифуллина                 |                                        |                                    |                 |
| Ксения Синицына                        | За яркое воплощение идеи За верность памяти Личный приз Сергея Безрукова | Алла Сигалова Сергей Безруков    |                                        |                                    |                 |
| Дмитрий Алиев                          | За оригинальную идею                                                     | Борис Эйфман                     |                                        |                                    |                 |
| Варвара Жданова и Тимур Бабаев-Смирнов | За чувство юмора                                                         | Сергей Безруков                  |                                        |                                    |                 |
| Елизавета Пасечник и Дарио Чиризано    | Личный приз Ким Кимина                                                   | Ким Кимин                        |                                        |                                    |                 |
| Александра Степанова и Иван Букин      | Личный приз Егора Дружинина                                              | Егор Дружинин                    |                                        |                                    |                 |
| Евгения Медведева                      | Личный приз Виктории Исаковой                                            | Виктория Исакова                 |                                        |                                    |                 |
| Михаил Коляда                          | Личный приз Аиды Гарифуллиной                                            | Аида Гарифуллина                 |                                        |                                    |                 |
| Анна Фролова                           | Личный приз Аллы Сигаловой                                               | Алла Сигалова                    |                                        |                                    |                 |
| Роман Савосин                          | Личный приз Бориса Эйфмана                                               | Борис Эйфман                     |                                        |                                    |                 |
| Пётр Гуменник                          |                                                                          |                                  |                                        |                                    |                 |
| Андрей Мозалёв                         |                                                                          |                                  |                                        |                                    |                 |
| Даниил Самсонов                        |                                                                          |                                  |                                        |                                    |                 |
| Евгения Тарасова и Владимир Морозов    |                                                                          |                                  |                                        |                                    |                 |
| Елизавета Худайбердиева и Егор Базин   |                                                                          |                                  |                                        |                                    |                 |
| Елизавета Шанаева и Павел Дрозд        |                                                                          |                                  |                                        |                                    |                 |

## 2025
Третий турнир прошёл 22 марта 2025 года в Санкт-Петербурге, в спортивном комплексе «Юбилейный». В турнире приняли участие 26 участников, а также ассистировавшие им фигуристы. Общий призовой фонд турнира составил 11 250 000 млн рублей. Победитель получил 5 млн рублей, серебряный призёр — 2,5 млн рублей, бронзовый — 1 млн рублей. Специальный приз 1,5 млн рублей получил занявший первой место в номинации, 750 тысяч рублей — второе, 500 тысяч рублей — третье. Тема турнира — хорошее настроение. В регламент турнира были внесены изменения. Согласно новым правилам, заявиться на турнир могут фигуристы 2008 года рождения и старше; действующие спортсмены или закончившие спортивную карьеру не ранее сезона 2015/2016; фигуристы, демонстрирующие уровень мастерства фигурного катания, ожидаемый от профессиональных спортсменов.
С турнира снялись Анастасия Мишина и Александр Галлямов из-за травмы партнёра, Евгения Тарасова и Владимир Морозов (их заменила пара Наталья Хабибуллина и Илья Княжук), Евгений Семененко из-за болезни (его место заняли Глеб Лутфуллин и Егор Мурашов). Самым старшим участником турнира стал 41-летний Максим Траньков. Самым младшим участником стала 17-летняя Алина Горбачёва. Состав судей разделили на профессионалов в области искусства и фигурного катания. От области искусства были представлены балетмейстер Борис Эйфман, балерина Светлана Захарова, актёр Сергей Бурунов, художественная гимнастка Евгения Канаева. От фигурного катания были представлены главный тренер сборной Елена Чайковская, фигурист и президент ФФККР Антон Сихарулидзе, фигуристка Татьяна Навка, фигуристка Евгения Медведева. Также в итоговых результатах учитывались оценки зрителей в зале. Ведущим турнира стал Алексей Ягудин, комментатором — Александр Гришин. Турнир выиграл Марк Кондратюк, который выступал совместно с Софьей Самодуровой. Турнир начался с минуты молчания с память о жертвах теракта в Крокус Сити Холле в 2024 году. Затем с показательным номером выступила Евгения Медведева под композицию «Луч солнца золотого». После прокатов участников с показательным номером выступили юниоры Арина Новикова и Илья Монопьянц.

### Результаты
| Место | Участники                               | Помощники                                                                     | Оценки жюри | Оценки зрителей | Итоговые баллы |
| ----- | --------------------------------------- | ----------------------------------------------------------------------------- | ----------- | --------------- | -------------- |
| 1     | Марк Кондратюк                          | Софья Самодурова                                                              | 19,94       | 9,43            | 29,38          |
| 2     | Дмитрий Алиев                           | Лев Лазарев                                                                   | 19,63       | 9,61            | 29,24          |
| 3     | Елизавета Туктамышева                   |                                                                               | 19,13       | 9,14            | 28,27          |
| 4     | Виктория Синицина и Никита Кацалапов    |                                                                               | 19,63       | 8,35            | 27,98          |
| 5     | Татьяна Волосожар и Максим Траньков     | Анжелика Транькова, Теодор Траньков, Лео Траньков                             | 19,01       | 8,74            | 27,75          |
| 6     | Александра Бойкова и Дмитрий Козловский |                                                                               | 17,81       | 9,11            | 26,92          |
| 7     | Анна Щербакова                          |                                                                               | 18,56       | 8,23            | 26,79          |
| 8     | Александра Степанова и Иван Букин       |                                                                               | 18,44       | 8,28            | 26,72          |
| 9     | Пётр Гуменник                           |                                                                               | 17,26       | 9,35            | 26,61          |
| 10    | Михаил Коляда                           |                                                                               | 17,75       | 8,74            | 26,49          |
| 11    | Матвей Ветлугин                         | Ксения Синицына                                                               | 17,81       | 8,37            | 26,18          |
| 12    | Василиса Кагановская и Максим Некрасов  |                                                                               | 17,25       | 8,65            | 25,91          |
| 13    | Аделина Сотникова                       |                                                                               | 17,76       | 8,11            | 25,87          |
| 14    | Софья Муравьёва                         | Никита Михайлов Артисты Санкт-Петербургского государственного ледового театра | 16,75       | 8,88            | 25,63          |
| 15    | Александра Трусова и Макар Игнатов      |                                                                               | 16,32       | 8,57            | 24,89          |
| 16    | Ксения Синицына                         |                                                                               | 16,00       | 8,45            | 24,45          |
| 17    | Софья Леонтьева и Даниил Горелкин       |                                                                               | 16,26       | 8,06            | 24,32          |
| 18    | Анна Фролова                            | Павел Рябов (мим)                                                             | 16,07       | 8,14            | 24,21          |
| 19    | Роман Савосин                           | Николай Шелякин                                                               | 15,88       | 7,88            | 23,76          |
| 20    | Алина Горбачёва                         |                                                                               | 15,88       | 7,83            | 23,71          |
| 21    | Наталья Хабибуллина и Илья Княжук       |                                                                               | 15,44       | 8,22            | 23,66          |
| 22    | Анна Щербакова и Егор Гончаров          |                                                                               | 15,69       | 7,91            | 23,60          |
| 23    | Елизавета Пасечник и Дарио Чиризано     |                                                                               | 15,31       | 8,29            | 23,59          |
| 24    | Даниил Самсонов                         |                                                                               | 15,01       | 8,43            | 23,44          |
| 25    | Глеб Лутфуллин                          | Анастасия Солодовникова                                                       | 15,12       | 7,58            | 22,70          |
| 26    | Егор Мурашов                            |                                                                               | 12,88       | 7,87            | 20,75          |

### Специальные призы
| Место | Участники                            | Оценки жюри от искусства | Оценки жюри от фигурного катания | Приз зрительских симпатий |
| ----- | ------------------------------------ | ------------------------ | -------------------------------- | ------------------------- |
| 1     | Марк Кондратюк                       | 10,00                    | 9,94                             | 9,43                      |
| 2     | Дмитрий Алиев                        | 10,00                    | 9,63                             | 9,61                      |
| 3     | Виктория Синицина и Никита Кацалапов |                          | 9,88                             |                           |
| 3     | Елизавета Туктамышева                | 9,88                     |                                  |                           |
| 4     | Пётр Гуменник                        |                          |                                  | 9,35                      |

## Критика
Турнир хвалят за организацию и удачный формат, но критикуют судейство и качество некоторых программ. Судейство на дебютном турнире раскритиковали из-за незнания членами жюри истории фигурного катания и неспособности понять отсылки в некоторых номерах, которые зрители, наоборот, оценили, например, номер Матвея Ветлугина, занявшего итоговое 21 место, Камилы Валиевой, занявшей 10 место, или Евгении Медведевой, занявшей 14 место.